# حركة تعليم ديمقراطي

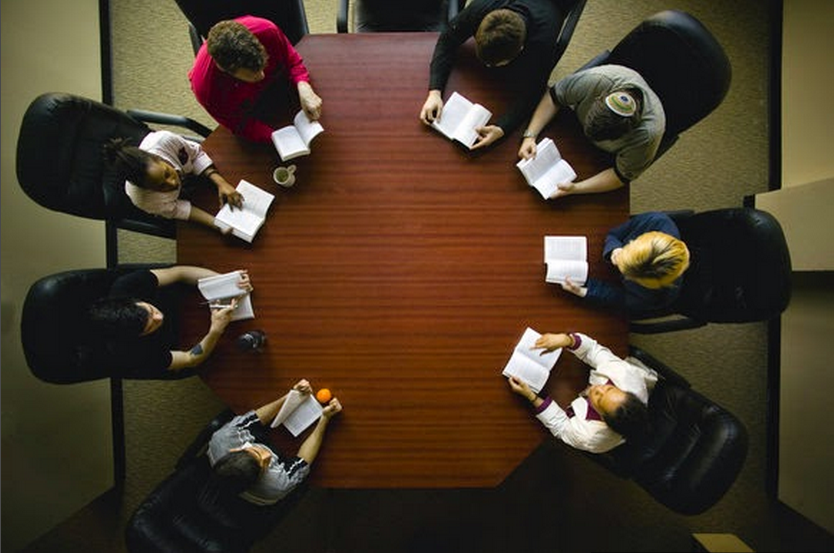

حركة التعليم الديمقراطي (Democratic Education) عبارة عن حركة عالمية موجهة تجاه تحقيق قوة أكبر فيما يتعلق باتخاذ القرارات للطلبة من أجل تشغيل المدارس الخاصة بهم. وفي (مؤتمر التعليم الديمقراطي الدولي (IDEC)) في عام 2005 وافق المشاركون على البيان التالي:
"إننا نرى أنه، في أية بيئة تعليمية، يحق للشباب ما يلي:
- تحديد كيف ومتى وماذا وأين ومع من يتعلمون
- يمكنهم المشاركة بشكل متساوٍ في عملية اتخاذ القرارات فيما يتعلق بكيفية إدارة المؤسسات التي يتبعونها، على وجه الخصوص، المدارس التي يتعلمون بها، والقواعد والعقوبات التي تكون ضرورية، إن وجدت.”

تعد شبكة التعليم الديمقراطي الدولية (IDEN) مفتوحة أمام أي مدرسة تتحلى بالمثل التالية:
- احترام الأطفال والثقة بهم
- المساواة في الحالة بين الأطفال والكبار
- مشاركة المسئولية
- حرية اختيار الأنشطة
- الإدارة الديمقراطية من خلال الأطفال والموظفين معًا، دون الرجوع إلى أي دليل أو نظام مفروض وفائق

ويقدم مجتمع التعليم الديمقراطي الأوروبي بيانًا أكثر اقتضابًا:
"هناك ركيزتان للتعليم الديمقراطي:
- التعليم المحدد ذاتيًا
- مجتمع التعليم القائم على المساواة والاحترام المتبادل."

## معلومات تاريخية
يمتد تاريخ التعليم الديمقراطي على الأقل من بدايات القرن السابع عشر. ففي حين أنه مقترن بمجموعة من الأفراد، لم تكن هناك أي شخصية أو مؤسسة أو دولة مركزية تدافع عن التعليم الديمقراطي.

### التاريخ المبكر
يمكن أن تكون جذور التعليم الديمقراطي قد ظهرت مع جون لوك، وهو فيلسوف إنجليزي. ففي عام 1693، قام بنشر كتابه Some Thoughts Concerning Education (بعض الأفكار المتعلقة بالتعليم). وعندما تعرض لتعليم الأطفال، قال "يجب ألا يكون أي من الأشياء التي يجب عليهم تعلمها عبئًا عليهم، كما يجب ألا يتم فرضها عليهم كمهمة للقيام بها. فأي شيء يتم تقديمه بتلك الطريقة يصبح مزعجًا بسرعة، وينفر منه العقل، رغم أنه كان من قبل من الأمور المبهجة أو الأمور التي لا نكترث لها. قم بتوجيه أمر لطفل باللعب في وقت معين من كل يوم، سواء كان يهتم بهذا الأمر أم لا، واطلب منه أن يقوم بذلك كمهمة مطلوبة منه، حيث يجب أن يقضي العديد من الساعات في الصباح وبعد الظهر، وانظر هل سيضجر قريبًا أم لا من اللعب بهذا المعدل.
”
لقد تم نشر كتاب جان جاك روسو حول استشارات التعليم، Émile، لأول مرة في عام 1762.
وكان إيميلي، هذا التلميذ التخيلي الذي استخدمه من أجل التوضيح، لا يتعلم إلا ما يراه مفيدًا. وكان عليه أن يتعلم دروسه، وأن يتعلم كيفية الاعتماد على رأيه وخبرته فقط. كتب روسو «يجب ألا يقوم المعلم بوضع المبادئ، بل يجب أن يتركها تُكتشف»، وقد حثه على عدم جعل إيميلي يتعلم العلوم، بل يكتشفها. كما قال كذلك إننا يجب ألا نستبدل الكتب ونستخدم الخبرة الشخصية محلها، لأن ذلك لا يعلمنا التفكير، بل يعلمنا استخدام تفكير الآخرين، يعلمنا كيفية الإيمان بقدر كبير، بدون أن نعرف أي شيء مطلقًا.

### القرن التاسع عشر
في حين أن لوك وروسو كانا مهتمين فقط بتعليم أطفال الأغنياء، إلا أن ليو تولستوي قام بإنشاء مدرسة لأطفال الفلاحين في القرن التاسع عشر. وقد قام بإنشائها في ممتلكاته الخاصة في ياسنايا بوليانا، في روسيا، في أواخر القرن التاسع عشر. وهو يخبرنا أن المدرسة تطورت بحرية من المبادئ التي وضعها المعلمون والتلاميذ، وأنه على الرغم من التأثير المسيطر للمعلم، إلا أن التلميذ كان دائمًا له الحق في عدم الحضور إلى المدرسة، أو إذا حضر إلى المدرسة، عدم الاستماع إلى المدرس، وأن المدرس كان له الحق لعدم السماح لطالب بالدخول، وتمكن من استخدام كل التأثير الذي أمكنه حشده للفوز على المجتمع، حيث كان الأطفال دائمًا هم الأغلبية.

### القرن العشرون

#### دوم سيروت
في عام 1912، قام جانوسز كورستزاك بإنشاء دار الأيتام اليهودية دوم سيروت في وارسو، والتي كانت تتم إدارتها حسب مفاهيم ديمقراطية حتى عام 1940، عندما صحب كل مسئولياته لتنتهي حياته في غرف الغاز في معسكر تريبلينكا للإبادة.

#### سامرهيل (Summerhill)
أقدم مدرسة ديمقراطية ما زالت موجودة في سامرهيل، حاليًا في سافولك (Suffolk)، بإنجلترا لكن تم تأسيسها في ألمانيا عام 1921. وهذه المدرسة، التي كانت مدرسة داخلية للأطفال حتى عمر السادسة عشرة، فإنها كانت تتميز بالحضور التطوعي للفصول، والاستحمام العاري، كما كانت تسمح بالتدخين، وبشكل كبير، كان يتم تجاهل حكومتها الذاتية الفعالة من خلال اجتماع مدرسي أسبوعي يجمع بين الموظفين والطلبة. وقد كتب إيه إس نايل، المؤسس الإسكتلندي لها، العديد من الكتب، بما في ذلك The Problem Child (الطفل المشكلة) (1926) وThe Problem Parent (الوالد المشكلة) (1932) وThat Dreadful School (المدرسة المروعة) (1937) وHearts Not Heads in the School (قلوب وليست عقول في المدرسة) (1945)، وكلها تم نشرها من خلال هيربرت جينكينز. أما كتاب Summerhill, a Radical Approach to Child-rearing (1960) فقد تم نشره من خلال هارت بابليشينج.

#### مدرسة دارتينجون هول سكول (Dartington Hall School)
مدرسة دارتينجون هول، وهي مدرسة داخلية تقدمية أخرى أنشئت في المملكة المتحدة، واستمرت في الفترة بين 1926 و1987، تم تأسيسها واختيار مبادئ عكسية سلبية لها.
فلم يكن هناك "أي عقاب بدني، بل لم يكن هناك أي عقاب على الإطلاق، ولم يكن هناك طالب مسئول، ولا زي رسمي، ولا فيالق لتدريب الضباط، ولا فصل بين الجنسين، ولا ألعاب إجبارية، ولا دين إجباري، ولا أي شيء إجباري آخر، ولا لغة لاتينية ولا لغة يونانية، ولا منافسة، ومغالاة في الوطنية.
” وكان دابليو بي كوري ناظرًا للمدرسة في الفترة بين 1931 و1957، وقد قام بكتابة كتابين عنها، الأول هو The School (المدرسة)، الذي تم نشره من خلال رئيس بدلي (The Bodley Head) في عام 1934 والثاني كان Education for Sanity (تعليم من أجل سلامة العقل)، الذي تم نشره من خلال هاينمان (Heinemann) في عام 1947.
وقد كانت تتميز ببرنامج أكاديمي رسمي تطوعي عام يمكن أن ينضم إليه الطلاب إذا رغبوا في ذلك، واجتماعات المدرسة التي كانت تحتوي على درجات متنوعة من القوة في فترات مختلفة من تاريخ المدرسة بالإضافة إلى علاقة بين الموظفين والطلاب كانت تعد بمثابة الإلهام لمدرسة ساندز سكول (Sands School) التي تم تأسيسها في عام 1987 بعد أن تم إغلاق مدرسة دارتينجتون مباشرة.

#### مدرسة سادبيري فالي سكول (Sudbury Valley School)
مدرسة سادبيري فالي سكول، التي كانت عبارة عن مدرسة تم تأسيسها في فرامينجهام، في ماساشوسيتس في عام 1968، كانت بمثابة النموذج للعشرات من مدارس سادبيري في مختلف أرجاء العالم. «تعد مدرسة سابيري فالي مكانًا يقرر فيه الناس كيفية قضاء الأيام بأنفسهم. هنا، يحدد الطلبة من كل الأعمار ما يقومون به، وكذلك متى يقومون به، وكيف يقومون به، وأين يقومون به. إن هذه الحرية تنبع من قلب المدرسة، فهي تخص الطلاب كحق لهم، ويجب ألا يتم انتهاك هذا الحق.» «وكانت المدرسة تتم إدارتها حسب نموذج اجتماع المدينة التقليدي في إنجلترا القديمة. وكانت شئون المدرسة تتم إدارتها من خلال الاجتماعات المدرسية الأسبوعية، حيث يكون لكل طالب وعضو من أعضاء فريق العمل صوت واحد. وكان يتم تحديد قواعد السلوكيات واستخدام المنشآت والنفقات وتعيين الموظفين وكل الأمور الروتينية المتعلقة بإدارة أي مؤسسة من خلال المناقشة والتصويت في اجتماع المدرسة.»
وقد كتب دانيال جرينبيرج، وهو أحد مؤسسي المدرسة، العديد من الكتب عنها.